# Freeport (Bahamas)

Freeport é uma cidade, distrito e porto franco das Bahamas, localizada na ilha Grande Bahama. Com uma população de cerca de 26 910 habitantes (2000), é a segunda cidade mais populosa do arquipélago atrás da capital, Nassau.

## Geografia
- Altitude: 11 metros.

## Turismo
O turismo constitui um setor importante para a cidade, já que Freeport recebe cerca de um milhão de visitantes por ano. 